# گمینا پروشچ
گمینا پروشچ (به لهستانی:  Gmina Pruszcz) یک گمینا در لهستان است که در شهرستان شفیچه واقع شده‌است. گمینا پروشچ ۱۴۱٫۹۶ کیلومتر مربع مساحت و ۹٬۲۳۲ نفر جمعیت دارد.